# Gynura vidaliana
Gynura vidaliana là một loài thực vật có hoa trong họ Cúc. Loài này được Elmer mô tả khoa học đầu tiên năm 1906.